# 애슐랜드 글로벌
애슐랜드 글로벌(영어: Ashland Global)은 미국 윌밍턴 (델라웨어주)에 본사를 둔 미국의 화학 회사이다. 이 회사는 1924년 애슐랜드 (켄터키주) 시에 설립되었으며, 1994년 윌밍턴으로 본사를 옮기기 전까지 애슐랜드에 본사가 있었다. 회사는 화학 중간체 및 용제, 복합재료, 산업 특수 제품, 개인 및 가정용품, 의약품, 식품 및 음료, 농업 등 5개의 전액 출자 사업부를 보유하고 있다. 2017년까지 이 회사는 발보린의 주요 제조업체였다.

## 역사

### 설립 및 초기
애슐랜드는 1924년 켄터키주 캐틀리츠버그에서 애슐랜드 정유 회사로 폴 G. 블레이저에 의해 설립되었다.
1923년 10월, 켄터키주 렉싱턴의 스위스 석유 회사 소속 J. 프레드 마일즈는 폴 G. 블레이저를 고용하여 켄터키주 북동부에 정유 시설을 찾고 인수하여 운영하는 임무를 맡겼다. 블레이저는 오하이오강에서 남쪽으로 약 2마일 떨어진 리치 기차역 공동체 근처의 빅 샌디강 기슭에 위치를 선정했다. 캐틀리츠버그 시에서 남쪽으로 1마일 떨어진 이 부지에는 1916년부터 운영되어 온 기존 정유 시설이 있었고, 블레이저가 인수했다. 캐틀리츠버그 부지는 오하이오강 근처에 위치하여 신생 회사에게 효율적인 운송 수단을 제공하는 이점이 있었다. 스위스 석유 회사가 제공한 자금으로 블레이저는 웨스트버지니아주 헌팅턴에 있는 탄광 회사들이 소유했던 하루 1,000배럴 규모의 작고 수익성이 없는 그레이트 이스턴 정유 회사의 정유 시설을 212,500달러에 매입하기로 계약했다. 이 정유 시설 매입에는 작은 예인선과 유조선 한 척이 포함되었다.
1924년 2월 2일, 블레이저와 세 명의 스위스 석유 회사 임원들은 25만 달러의 자본금으로 애슐랜드 정유 회사를 설립했다. 그들은 캐틀리츠버그 정유소의 운영을 맡았는데, 이 정유소에는 25명의 직원이 하루 12시간씩 주 7일 일하고 있었다. 블레이저는 렉싱턴에서 애슐랜드로 이사했다. 스위스 석유 조직원 중 블레이저와 함께 애슐랜드로 온 유일한 사람은 애슐랜드 정유 회사의 초대 재무 담당자인 윌리엄 와플스였다.
애슐랜드의 캐틀리츠버그 정유 시설 운영은 첫 달부터 성공적이었다. 임금은 인상되었고 근무 시간은 단축되었다. 수리 및 일부 새로운 현대식 장비 구매 후, 정유 시설은 곧 연간 50만 배럴(하루 1370 배럴)의 생산량과 130만 달러의 매출을 기록했다. 몇 년 만에 애슐랜드 정유 회사는 모회사보다 더 큰 수익을 올리기 시작했다.
애슐랜드 정유 회사는 유니온 가스 및 석유 회사 (1925년), 트리-스테이트 정유 회사 (1930년), 컴벌랜드 파이프라인 회사 (1931년) 등 내부 확장과 인수를 통해 빠르게 성장했다.
1933년까지 애슐랜드 정유 회사는 1,000개 이상의 유정, 800마일의 파이프라인, 12개 도시에 대량 유통 공장, 주유소, 강 운송 터미널 및 강 장비를 소유했다. 1936년 블레이저의 리더십 아래 회사의 소유권이 스위스 석유에서 애슐랜드 석유 및 정유 회사 주주 그룹으로 변경되었고 본사는 켄터키주 애슐랜드에 있었다. 블레이저는 회사의 최고 경영자로 임명되었다.
경영자로서 블레이저의 성공은 주요 주주들에게 인정받았다. 그들은 그가 애슐랜드를 자신의 사업처럼 운영할 수 있는 권한을 부여했지만, 최고 경영자로 재직하는 동안 (1936년–1957년) 회사의 지배 지분을 소유하지는 않았다.
블레이저의 직원 복지 지원 철학은 일찍부터 분명히 드러났다. 그의 초기 변경 사항 중 두 가지는 직원들에게 유급 병가 제공과 1947년 직원 이익 공유 계획 도입이었다. 이 조치는 회사를 지역에서 이러한 혜택을 제공하는 최초의 회사 중 하나로 만들었다. 블레이저는 창의적인 예술을 지원하고 인근 그린업 카운티 교육자이자 국제적으로 유명한 작가인 제시 스튜어트를 초청하여 매년 회의를 이야기, 시 또는 유머로 시작하도록 했다. 그는 또한 지역 교회의 목사였다.

### 제2차 세계 대전 이후
제2차 세계 대전 종전 후 애슐랜드는 스페리 코퍼레이션과 협력하여 상업용 강선에 레이더 도입을 개발하고 다양한 조선소와 협력하여 통합 예인선을 개발했다. 195피트 x 35피트의 "점보" 탱크 바지는 산업 표준이 되었으며 애슐랜드에서 사용했다. 블레이저의 통제하에 회사는 바지선을 이용하여 원유를 들여오고 정제 제품을 독립 판매업자에게 배달함으로써 포브스 500대 기업으로 성장했다. 이 과정에서 애슐랜드는 곧 미국에서 가장 큰 내륙 예인선단을 운영하게 되었고 1953년에는 헌팅턴-트라이스테이트항이 피츠버그를 제치고 오하이오강에서 가장 분주한 항구가 되었으며 오늘날까지 가장 분주한 내륙 항구라는 타이틀을 유지하고 있다.
애슐랜드 석유 및 정유 회사는 또한 올리드 오일 컴퍼니 (1948년), 클리블랜드 및 레이크랜드 탱커스 (1948년), 애트나 오일 컴퍼니 (1949년), 프리덤-발보린 컴퍼니 (1950년), 버팔로 프런티어 오일 (1950년), 내셔널 정유 회사 (1950년) 등 많은 인수를 통해 성장했다.
1953년까지 애슐랜드 오일 앤 리파이닝 컴퍼니는 3,518마일의 원유 파이프라인, 252마일의 제품 라인, 평균 일일 124,000배럴을 처리하는 6개의 정유 공장, 내륙 수로에서 9척의 예인선 운항, 100척 이상의 바지선을 소유했다.
비록 애슐랜드의 재무 위원회와 집행 위원회의 의장으로 여전히 활동했지만, 블레이저는 1957년에 최고 경영자 자리에서 물러났다.
루이빌 리파이닝 컴퍼니는 1959년에 인수되었다. 유나이티드 카본은 1963년에 인수되었다.
1966년에 애슐랜드 오일 앤 리파이너리 컴퍼니의 매출은 6억 9900만 달러로 증가했다.
다각화는 1966년 워렌 브라더스 인수로 계속되었는데, 이 회사는 나중에 애슐랜드 포장 및 건설이 되었다. 1967년 애슐랜드가 ADM 케미컬 그룹을 인수하면서 화학 산업에 큰 도약을 했다. 이 화학 유통 부문은 20세기 후반 회사 주요 기능 중 하나가 되었다. 1969년 회사는 로버트 T. 맥코완을 첫 번째 사장으로 하는 애슐랜드 석유를 형성하도록 재편되었고, 아치 미네랄이라는 이름으로 석탄 채굴 합작 투자에 참여했다.

### 1980년대-1990년대
1980년대와 1990년대 초반 애슐랜드는 1991년 스컬락 오일 컴퍼니와 합병하여 스컬락 퍼미언 코퍼레이션이라는 자회사를 설립한 퍼미언 코퍼레이션을 인수하는 등 확장을 계속했다. 1992년에는 유노칼의 화학 유통 사업 대부분을 인수하여 애슐랜드를 북미 최고 화학 유통업체로 만들었다. 이때 산업 화학 및 용제(IC&S) 사업부가 설립되었다. 회사의 이름은 1995년 "애슐랜드 오일, 인코퍼레이티드"에서 현재의 "애슐랜드, 인코퍼레이티드"로 변경되었는데, 이는 전체 사업에서 석유의 중요성이 감소했음을 나타냈다.
1998년, 석유 부문은 마라톤 석유와 합병하여 마라톤 애슐랜드 석유, LLC(MAP)를 설립했다. 이어서 1999년 애슐랜드는 플레인스 올 아메리칸 파이프라인에 스컬락 퍼미언 자회사를 매각하기로 합의하면서 포춘 200대 기업 목록에서 102위를 차지했고, 본사는 애슐랜드에서 켄터키주 커빙턴으로 이전했지만, 애슐랜드 옆 러셀에는 사무실 건물을 유지했다. 2005년에 애슐랜드가 석유 합작 투자 지분을 마라톤 오일에 매각하면서 기념비적인 변화가 일어났고, 사실상 석유 사업부의 잔존 부분을 해체했다. 매각 후 회사는 더 이상 연료의 정제 또는 마케팅에 관여하지 않았다. 켄터키주 캐틀리츠버그에 있는 원래 정유소는 오늘날까지 마라톤이 소유하고 운영하며 가동 중이다. 2006년 애슐랜드는 APAC(포장 및 건설 사업부)를 아일랜드 더블린의 올드캐슬 사의 올드캐슬 머티리얼즈 자회사에 매각했다.

### 최근
애슐랜드는 2008년 에어 프로덕츠 & 케미컬스의 접착제 및 에멀션 사업부를 인수했다.
애슐랜드는 2008년 7월 11일 허큘리스 주식회사를 33억 달러에 인수할 계획을 발표했다. 2008년 11월 13일 거래가 완료되었다.
2010년 7월 애슐랜드는 독일 뮌헨의 쉬트-케미와 주물 화학 사업을 합병하여 더블린 (오하이오주)에 본사를 둔 ASK 케미칼 LP를 설립했다.
2010년 11월 애슐랜드는 유통 사업부인 애슐랜드 유통을 TPG 캐피탈에 9억 3천만 달러에 매각할 계획을 발표했다. 애슐랜드 유통 사업부는 1969년 애슐랜드 화학으로 알려졌을 때부터 애슐랜드의 일부였다. 34억 달러의 매출을 올린 애슐랜드 유통 사업부는 북미와 유럽 전역에 약 2,000명의 직원을 보유하고 있었고, 2009년 중국 플라스틱 시장에 진출했다. 매각은 2011년 4월 1일에 완료되었으며 최종 매각 가격은 9억 7,900만 달러였다. 새로운 비공개 회사는 Nexeo Solutions로 명명되었으며, 이후 2019년에 Univar가 인수하여 유니바 솔루션을 설립했다.
2011년 5월 애슐랜드는 비공개 회사인 인터내셔널 스페셜티 프로덕츠(ISP)를 32억 달러에 인수했다고 발표했다. ISP는 소비재 및 산업 시장을 위한 특수 화학 제품 및 성능 향상 제품 공급업체이다.
2014년, 애슐랜드 워터 테크놀로지스는 클레이턴, 더블리어 & 라이스가 관리하는 사모 펀드에 매각되었다.
2017년 5월, 애슐랜드는 발보린 사업부를 발보린 주식회사(NYSE:VVV)로 분사시켰는데, 이는 글로벌 특수 화학 회사로 자체 재편하는 최종 단계였다.
2019년 1월 애슐랜드는 4명의 이사를 교체하기 위한 위임장 대결을 계획했던 행동주의 투자자 크루저 캐피탈 어드바이저스와 거래를 성사시켰다. 대신 두 당사자는 크루저의 이사 후보 중 한 명의 컨설팅 역할과 향후 이사 임명에 대한 더 많은 의견을 포함하는 합의에 도달했다.
2019년 10월, 애슐랜드는 기예르모 노보가 윌리엄 A. 울프손의 뒤를 이어 회장 겸 최고경영자가 될 것이라고 발표했다.

## 관련 문서
- S&P 400 기업 목록